# Maxime Awoudja
Maxime Awoudja (München, 2 februari 1998) is een Duits voetballer die als centrale verdediger speelt bij Excelsior Rotterdam.

## Carrière
In augustus 2022 maakte Awoudja de overstap van VfB Stuttgart naar Excelsior Rotterdam. Hij ondertekende een contract voor één jaar met een optie tot nog een jaar. Op 2 oktober 2022 maakte Awoudja zijn debuut voor Excelsior in de net 0-1 verloren wedstrijd tegen FC Utrecht.

## Clubstatistieken
| Seizoen | Club               | Competitie    | Competitie | Competitie | Beker | Beker | Overig | Overig | Totaal | Totaal |
| Seizoen | Club               | Competitie    | Wed.       | Dlp.       | Wed.  | Dlp.  | Wed.   | Dlp.   | Wed.   | Dlp.   |
| ------- | ------------------ | ------------- | ---------- | ---------- | ----- | ----- | ------ | ------ | ------ | ------ |
| 2017/18 | Bayern München II  | Regionalliga  | 29         | 4          | 0     | 0     | -      | -      | 29     | 4      |
| 2018/19 | Bayern München II  | Regionalliga  | 18         | 4          | 0     | 0     | 2      | 0      | 20     | 4      |
| 2019/20 | VfB Stuttgart      | 2. Bundesliga | 2          | 0          | 0     | 0     | -      | -      | 2      | 0      |
| 2019/20 | VfB Stuttgart II   | Oberliga      | 3          | 1          | 0     | 0     | -      | -      | 3      | 1      |
| 2020/21 | → Türkgücü München | 3. Liga       | 11         | 2          | 0     | 0     | 2      | 0      | 13     | 2      |
| 2021/22 | → WSG Tirol        | Bundesliga    | 20         | 5          | 2     | 0     | 1      | 0      | 23     | 5      |
| 2022/23 | Excelsior          | Eredivisie    | 10         | 0          | 2     | 0     | —      | —      | 12     | 0      |
| Totaal  | Totaal             | Totaal        | 92         | 16         | 4     | 0     | 5      | 0      | 102    | 21     |

Bijgewerkt t/m 21 augustus 2023.

## Interlandcarrière
Op 17 april 2017 maakte Awoudja zijn debuut als basisspeler voor Duitsland -19 in de met 3-1 gewonnen oefenwedstrijd tegen Denemarken -19. Hierna kwam hij ook uit voor Duitsland -20 en Duitsland -21.